# (15479) 1999 CH9
(15479) 1999 CH9 es un asteroide perteneciente al cinturón de asteroides, descubierto el 8 de febrero de 1999 por Nobuhiro Kawasato desde el Uenohara Observatory, Japón.

## Designación y nombre
Designado provisionalmente como 1999 CH9. 

## Características orbitales
(15479) 1999 CH9 está situado a una distancia media del Sol de 2,402 ua, pudiendo alejarse hasta 2,860 ua y acercarse hasta 1,945 ua. Su excentricidad es 0,190 y la inclinación orbital 9,350 grados. Emplea 1360,13 días en completar una órbita alrededor del Sol.

## Características físicas
La magnitud absoluta de (15479) 1999 CH9 es 14,67. Tiene 6,401 km de diámetro y su albedo se estima en 0,085.